# Julius Thomsen
Hans Peter Jørgen Julius Thomsen, född 16 februari 1826 i Köpenhamn, död 13 februari 1909, var en dansk kemist. Han var bror till August Thomsen.
Thomsen blev polyteknisk kandidat 1846 och var sedermera till 1852 assistent vid Polyteknisk læreanstalts i Köpenhamn kemiska laboratorium, där han tidigt gjorde sig bemärkt genom sina experiment, 1850-56 lärare i lantbrukskemi vid nämnda skola, sedan i tre år justerare i Köpenhamn, 1856-66 lärare i fysik vid krigshögskolan, slutligen 1865-1901 professor i kemi vid Köpenhamns universitet och samtidigt lärare vid Polyteknisk læreanstalt samt 1883-1902 dennas direktör. Vid sin avgång från denna post utnämndes han till geheimekonferensråd.
År 1853 utgav han en mycket använd Vejledning i den præparative kemi och 1856 Vandringer paa naturvidenskabens gebet, men blev sedermera mycket namnkunnig inom termokemin. Redan 1852 fick han Videnskabernes Selskabs silvermedalj för Bidrag til et thermokemisk System, och 1861 följde avhandlingen De kemiske Processers almindelige Karakter. Dock fick han först som professor fullt tillfälle att fortsätta sina studier. Åren 1869-79 författade han, mest i tyska facktidskrifter, 30 avhandlingar i samma ämne och samlade slutligen sina iakttagelser i Thermochemische Untersuchungen (fyra delar, 1879-82). Härtill anslöt sig Systematisk gennemførte termokemiske Undersøgelsers numeriske og teoretiske Resultater (utgiven av Videnskabernes Selskab, 1905).
Thomsen skrev även (1858) om den elektromotoriska kraften, och som fysiker väckte han uppmärksamhet genom ett högst originellt polarisationsbatteri samt en människoålder senare genom en transformator av elektriska strömmar (1898). Han utvecklade även en stor praktisk verksamhet. År 1852 uppfann han en metod för sodaberedning av kryolit och inrättade härför 1859 egen fabrik, som gav rik avkastning och senare togs till mönster både i Tyskland och USA. Tillsammans med Ludvig August Colding företog han 1853 viktiga undersökningar Om de sandsynlige Aarsager til Koleraens ulige Styrke i de forskjellige Dele af Kjøbenhavn, särskilt med hänsyn till markens beskaffenhet. 
Som stadsfullmäktig ("borgerrepræsentant") i Köpenhamn 1861-94 utövade han stort inflytande och var dessutom 1882-92 ledamot av Havnerådet. Tillsammans med sin bror August Thomsen utgav han 1862-79 "Tidsskrift for Fysik og Kemi". Efter honom har uppkallats mineralet thomsenolit, funnet i Ivittuut på Grönland och uppkommet genom omvandling av kryolit.
Uppsala universitet kallade honom till hedersdoktor 1877; i Köpenhamn blev han 1879 medicine hedersdoktor, och Royal Society i London tilldelade honom 1883 sin stora guldmedalj. Han blev ledamot av Videnskabernes Selskab 1860 och valdes 1888 till dess president. År 1880 blev han ledamot av Vetenskapsakademien i Stockholm, 1881 av Fysiografiska sällskapet i Lund och 1885 av Vetenskapssocieteten i Uppsala samt av Vetenskaps- och vitterhetssamhället i Göteborg. År 1896 fick han en särskild guldmedalj av danska kemister.